# Устанак Богдана Хмељницког
Устанак Богдана Хмељницког био је ослободилачки рат украјинских козака и кметова против Пољско-литванске уније средином 17. века.

## Увод
Уједињење Пољске и Литваније, Лублинском унијом из 1569, ставило је већи део Украјине и Белорусије, насељене православним народом и слободним козацима, под власт католичке Пољске, што је у време Сигисмунда III довело до масовног преласка православне властеле у Белорусији и Украјини у католичку веру, док је православље постало вера нижих класа.
Пољски великаши, купујући земљу у Украјини, настојали су да преведу слободне сељаке и козаке у кметове, док је католичка црква постепено ограничавала верске слободе, које су Лублинском унијом биле гарантоване православнима, и крајем 16. века створила унијатски покрет, који је агресивно наметан нижим класама. Пољска држава оставила је слободу само редовним козацима, који су служили у краљевској војсци, и чији је број одлукама Сејма стално смањиван.
Национално, верско и социјално угњетавање довело је до низа козачких устанака 1628—1638, које је пољска властела угушила у крви. У склопу пољских репресалија према слободним козацима, православни властелин и пуковник редовних козака Богдан Хмељницки је 1648. изгубио своје имање и побегао у Запорошку Сичу, козачку републику на Дњепру.

## Запорошка Сича
Запорошка Сича на Дњепру, формирана крајем 16. века на граници Пољско-литванске уније и Османског царства, била је од оснивања савезник Пољско-литванске уније у борби против Татара, Турака и Руског царства. Власт у Сичи припадала је козачкој Ради (скупштини свих козака) и изабраном хетману, кога је потврђивао пољски краљ.

## Устанак

### Козачке победе
У пролеће 1648. Богдан Хмељницки је изабран за хетмана Запорошке Сиче. Он је одмах склопио савез са кримским Татарима и објавио рат пољској властели у Украјини, изјављујући при томе верност пољском краљу. Маја 1648. са 8.000 козака и 4.000 татара однео је победе над пољском армијом код Жутих Вода и Корсуња.

### Ширење устанка
После тих победа, устанак против Пољака захватио је целу Украјину, а козачка војска ојачана је десетинама хиљада побуњених сељака, које је водио Максим Кшивонос. Пољска армија поново је потучена у септембру 1648. код Пилаваца и побуњеници су у децембру 1648. заузели Кијев и ослободили готово читаву Украјину.
После неуспелих преговора, пољска армија је опседнута у Збаражу и потучена код Зборова 5. августа 1649, али је због издаје кримског хана, Хмељницки био принуђен на закључење мира, којим су козаци добили већа права али су остали под влашћу Пољске.

### Друга фаза устанка и савез са Русијом
Пошто је ојачао и реорганизовао своју војску, Хмељницки је 1651. обновио рат против Пољске, али је потучен 29—30. јуна 1651. код Берестечка. У наставку рата Хмељницки је победио Пољаке код Батога јуна 1652, Монастиришча марта 1653. и Каменеца-Подољског новембра 1653.
Пошто није постигао одлучујуће резултате, Хмељницки се обратио за помоћ Руском царству, које је 1. октобра 1653. примило козаке под своју заштиту, а 18. јануара 1654. проглашено је припајање Украјине Русији. То је био узрок пољско-руском рату (1654—1667), у коме је већина украјинских козака учествовала на страни Русије.

## Последице

### Покољ властеле и Јевреја
Након битке код Пилаваца цела Украјина се дигла на устанак, чиме је престала било каква пољска власт у Украјини. Огроман број сељака придружио се козацима, и уз помоћ татарских савезника, опустошио земљу огњем и мачем. Властела, и рутенска и пољска, убијана је заједно са католичким свештенством и монахињама, а Јевреји су масакрирани на хиљаде. Хиљаде заробљеника Татари су продали у ропство, док је набијање заробљеника на колац постало нормална појава на обе сукобљене стране.

### Пустошење Украјине и куга
Хмељницки је изгубио контролу над устанком, и никакав споразум није могао повратити пољску власт у Украјини. Епидемија куге која је уследила увећала је ратна разарања.

### Потоп
Неспособност Пољско-Литванске републике да угуши устанак сопствених кметова у Украјини показала је суседима њену војну слабост, и посредно је довела до катастрофалног Пољско-Шведског рата (1655—1660).

### Територијалне промене
Рат са Русијом настављен је све до 1667. : миром у Андрусову Пољска је уступила Русији Смоленск, Кијев и Украјину источно од Дњепра.
Уговорима у Оливи и Андрусову Пољско-литванска унија изгубила је петину територије, док су људски и материјални губици били огромни, а равнотежа снага у источној Европи окренула се у корист Русије.

## У пољској култури
Овај устанак је детаљно описан у роману „Огњем и мачем” пољског нобеловца Хенрика Сјенкјевича из 1884.
Пољски филм „Огњем и мачем” снимљен је 1999.